# Aromar Revi
Aromar Revi (* 1961 in Kochi) ist ein indischer Klimawissenschaftler und Autor. Er leitet das Indian Institute for Human Settlements (IIHS).

## Leben
Ravi studierte am IIT Delhi und der Universität Delhi. Er war als Berater für verschiedene Ministerien der indischen Regierung, Institutionen der Vereinten Nationen und Unternehmen tätig.

## Wirken
Ravi gilt als Fachmann für Katastrophenschutz und -management in Südasien sowie globale Umweltveränderungen, insbesondere zur Anpassung an den und Eindämmung des Klimawandels.
Ravi ist einer der koordinierenden Hauptverfasser für das Kapitel „städtische Gebiete“ im Fünften Sachstandsbericht des IPCC (2014). Er ist zudem einer der Verfasser des Sonderberichts 1,5 °C globale Erwärmung des IPCC (2018).

## Veröffentlichungen (Auswahl)
- 1990 Shelter in India (Sustainable Development Series)
- 1994 Beyond Housing: Child and Community Centered Habitat Transformation
- 2008 Climate change risk: an adaptation and mitigation agenda for Indian cities.[Environment and Urbanization, 20(1), 207–229.
- 2012 Recovering from Earthquakes: Response, Reconstruction and Impact Mitigation in India